# Penketh
Penketh est une paroisse civile et un village du Cheshire, en Angleterre.